# Ample ferroviari mètric

Com es mesura l'ample ferroviari

L'ample ferroviari mètric és aquell ample ferroviari que fa 1000 mm. Aquest ample és conegut com a mètric, o via estreta perquè és més estret que l'ample ferroviari estàndard i fa més o menys un metre d'amplada.
Als Països Catalans la línia Llobregat-Anoia és d'ample mètric i és de 1000 mm, com també totes les línies de Serveis Ferroviaris de Mallorca i de Ferrocarrils de la Generalitat Valenciana. El ferrocarril de Sóller també és de via estreta, atès que fa 914 mm d'ample.

## Llista de ferrocarrils d'ample mètric en funcionament
| País          | Ferrocarril                                       | Llargaria | Any    |
| ------------- | ------------------------------------------------- | --------- | ------ |
| Alemanya      | Tramvia d'Augsburg                                | 49,8 km   | 1881   |
| Alemanya      | Tramvia de Kirnitzschtal                          | 7,9 km    | 1898   |
| Alemanya      | Metro de Bielefeld (moBiel)                       | 36,9 km   | 1991   |
| Alemanya      | Tramvia de Bochum i Gelsenkirchen                 | 84 km     | 1894   |
| Alemanya      | Tramvia de Brandeburg                             | 17,65 km  | 1897   |
| Alemanya      | Tramvia de Cottbus                                | 20,1 km   | 1903   |
| Alemanya      | Tramvia de Darmstadt                              | 42 km     | 1886   |
| Alemanya      | Tramvia d'Erfurt                                  | 45,2 km   | 1893   |
| Alemanya      | Tramvia d'Essen                                   | 52,4 km   | 1893   |
| Alemanya      | Tramvia de Frankfurt de l'Oder                    | 19,5 km   | 1898   |
| Alemanya      | Tramvia de Friburg de Brisgòvia                   | 32,3 km   | 1901   |
| Alemanya      | Tramvia de Görlitz                                | 11,8 km   | 1882   |
| Alemanya      | Tramvia de Gotha                                  | 25,7 km   | 1894   |
| Alemanya      | Tramvia d'Halberstadt                             | 11,7 km   | 1887   |
| Alemanya      | Tramvia d'Halle                                   | 87,6 km   | 1882   |
| Alemanya      | Tramvia d'Heidelberg                              | 41 km     | 1885   |
| Alemanya      | Tramvia de Jena                                   | 23,26 km  | 1901   |
| Alemanya      | Tramvia de Krefeld                                | 36,7 km   | 1883   |
| Alemanya      | Tramvia de Mainz                                  | 29,7 km   | 1883   |
| Alemanya      | Tramvia de Mannheim i Ludwigshafen                | 61 km     | 1878   |
| Alemanya      | Tramvia de Mülheim i Oberhausen                   | 32 km     | 1897   |
| Alemanya      | Tramvia de Naumburg (NTB)                         | 2,9 km    | 1892   |
| Alemanya      | Tramvia de Nordhausen                             | 6,2 km    | 1900   |
| Alemanya      | Tramvia de Plauen                                 | 16,4 km   | 1894   |
| Alemanya      | Tramvia de Schöneiche i Rüdersdorf (SRS)          | 14,1 km   | 1910   |
| Alemanya      | Tramvia d'Ulm                                     | 19,1 km   | 1897   |
| Alemanya      | Tramvia de Würzburg (SWU)                         | 21 km     | 1892   |
| Alemanya      | Tramvia de Zwickau (SVZ)                          | 18,5 km   | 1894   |
| Alemanya      | Ferrocarrils de via estreta del Harz (HSB)        | 140,4 km  | 1993   |
| Alemanya      | Ferrocarril Bavarés del Zugspitze (BZB)           | 19 km     | 1929   |
| Argentina     | Ferrocarril General Belgrano (FCGB)               | 11.080 km | 1876   |
| Àustria       | Ferrocarril de l'Achensee                         | 6,78 km   | 1889   |
| Àustria       | Tramvia de Gmunden (ÖBB)                          | 3,090 km  | 1894   |
| Àustria       | Tramvia d'Innsbruck (IVB)                         | 26,6 km   | 1905   |
| Àustria       | Cremallera del Schafberg (SLB)                    | 5,85 km   | 1892   |
| Àustria       | Ferrocarril de la Vall d'Stubai (STB)             | 18,2 km   | 1904   |
| Bangladesh    | Ferrocarrils de Bangladesh                        | 2.025 km  | 1862   |
| Bèlgica       | Tramvia d'Anvers (De Lijn)                        | 116,6 km  | 1902   |
| Bèlgica       | Metro Lleuger de Charleroi (TEC)                  | 33 km     | 1976   |
| Bèlgica       | Tramvia de Gant (De Lijn)                         | 30 km     | 1874   |
| Bèlgica       | Tramvia Costaner Flamenc (De Lijn)                | 67 km     | 1885   |
| Benín         | Ferrocarrils de Benín (Bénirail)                  | 578 km    | 1906   |
| Bolívia       | Xarxa ferroviaria de Bolivia                      | 3.600 km  |        |
| Brasil        | Metro de Fortaleza (Metrofor)                     | 56,8 km   | 2012   |
| Brasil        | Metro de Teresina                                 | 13,5 km   | 1991   |
| Bulgària      | Tramvia de Sofia                                  | 154 km    | 1901   |
| Burkina Faso  | Ferrocarril d'Abidjan a Ouagadougou (Sitarail)    | 622 km    | 1904   |
| Cambodja      | Ferrocarrils Reials de Cambodjia                  | 612 km    | 1890s  |
| Camerun       | Camrail                                           | 1.104 km  | s. XIX |
| Costa d'Ivori | Ferrocarril d'Abidjan a Ouagadougou (Sitarail)    | 660 km    | 1904   |
| Croàcia       | Tramvia de Zagreb (ZET)                           | 54,2 km   | 1891   |
| Croàcia       | Tramvia d'Osijek                                  | 12 km     | 1884   |
| Eslovàquia    | Tramvia de Bratislava                             | n/a       | n/a    |
| Eslovàquia    | Ferrocarril Elèctric dels Tatra                   | 35 km     | 1908   |
| Espanya       | Euskotren (ET)                                    | 182,5 km  | 1982   |
| Espanya       | Ferrocarrils Espanyols de Via Estreta (FEVE)      | n/a       | 1926   |
| Espanya       | Ferrocarrils de la Generalitat de Catalunya (FGC) | 136 km    | 1979   |
| Espanya       | Ferrocarrils de la Generalitat Valenciana (FGV)   | 290,84 km | 1987   |
| Espanya       | Metro de Bilbao                                   | 51 km     | 1995   |
| Espanya       | Serveis Ferroviaris de Mallorca (SFM)             | 85 km     | 1994   |
| Finlàndia     | Tramvia de Hèlsinki                               | 110,5 km  | 1891   |
| França        | Ferrocarril del Blanc-Argent (BA)                 | 191 km    | 1901   |
| França        | Ferrocarrils de la Provença                       | 210 km    | 1888   |
| França        | Ferrocarrils de Còrsega (CFC)                     | 232 km    | 1888   |
| França        | Ferrocarril de la Mure                            | 30 km     | 1888   |
| França        | Panoràmic dels Dômes                              | 5,2 km    | 2012   |
| França        | Tramvia de Lilla                                  | 17,5 km   | 1874   |
| França        | Tramvia de Saint-Étienne (STAS)                   | 16,3 km   | 1881   |
| França        | Tren Groc de la Cerdanya                          | 62,5 km   | 1910   |
| França        | Ferrocarril de Saint-Gervais a Vallorcine         | 36,5 km   | 1901   |
| França        | Tramvia del Mont Blanc (TMB)                      | 12,4 km   | 1907   |
| França        | Ferrocarril del Montenvers                        | 5,1 km    | 1909   |
| Grècia        | Proastiakós-Rodalia de Patras                     | 12,5 km   | 2010   |
| Índia         | Cremallera de Nilgiri                             | 46 km     | 1908   |
| Itàlia        | Ferrocarril de Trento a Mezzana                   | 66 km     | 1909   |
| Itàlia        | Ferrocarril de Gènova a Casella                   | 24,3 km   | 1929   |
| Itàlia        | Ferrocarril de Domodossola a Locarno              | 52,1 km   | 1923   |
| Itàlia        | Tramvia d'Opicina                                 | 5,2 km    | 1902   |
| Itàlia        | Ferrocarril de Ritten                             | 6,6 km    | 1907   |
| Itàlia        | Ferrocarril del Bernina                           | 60,69 km  | 1908   |
| Kenya         | Ferrocarrils de Kenya                             | 930 km    | 1977   |
| Letònia       | Tramvia de Liepāja                                | 7,9 km    | 1899   |
| Madagascar    | Madarail                                          | 875 km    | 1923   |
| Malàisia      | Ferrocarrils de Malàisia (KTM)                    | 2.783 km  | 1885   |
| Malàisia      | Ferrocarril de l'Estat de Sabah (JKNS)            | 134 km    | 1896   |
| Malàisia      | Funicular de Penang                               | 1,9 km    | 1923   |
| Mali          | Ferrocarril de Dakar al Níger                     | 641 km    | 1924   |
| Myanmar       | Ferrocarrils de Myanmar                           | 3.200 km  | s. XIX |
| Nova Zelanda  | Funicular de Wellington                           | 609 m     | 1902   |
| Noruega       | Tramvia de Trondheim                              | 8,8 km    | 1901   |
| Noruega       | Fløibanen (Funicular de Bergen)                   | 844 m     | 1918   |
| Polònia       | Tramvia de Bydgoszcz                              | 40,8 km   | 1888   |
| Polònia       | Tramvia de Toruń                                  | 28 km     | 1891   |
| Polònia       | Tramvia d'Elbląg                                  | 32 km     | 1895   |
| Polònia       | Tramvia de Grudziądz                              | 18,6 km   | 1896   |
| Polònia       | Tramvia de Łódź                                   | 124,1 km  | 1898   |
| Polònia       | Ferrocarril de Via Estreta de Gryfice             | 35,44 km  | 1896   |
| Polònia       | Ferrocarril de Via Estreta de Koszalin            | 44,5 km   | s. XIX |
| Portugal      | Ferrocarril del Vouga                             | 37,7 km   | 1908   |
| Romania       | Tramvia d'Arad                                    | 48 km     | 1869   |
| Romania       | Tramvia d'Iași (CTPI)                             | 140 km    | 1900   |
| Romania       | Tramvia de Sibiu                                  | 11 km     | 1905   |
| Rússia        | Tramvia de Kaliningrad                            | 21,5 km   | 1881   |
| Rússia        | Tramvia de Pyatigorsk                             | 47,8 km   | 1903   |
| Senegal       | Ferrocarril de Dakar al Níger                     | 1.287 km  | ?      |
| Sèrbia        | Tramvia de Belgrad (GSP)                          | 47 km     | 1892   |
| Singapur      | Ferrocarrils de Malàisia (KTM)                    | n/a       | n/a    |
| Suècia        | Skansens bergbana                                 | 196,4 m   | 1897   |
| Suïssa        | Ferrocarril Rètic (RhB)                           | 385 km    | 1888   |
| Xile          | Ferronor                                          | 2.300 km  | 1988   |
| Xile          | Ferrocarril d'Antofagasta a Bolívia (FCAB)        | 1,537 km  | 1873   |
| Xile          | Ferrocarril d'Arica a La Paz (FCALP)              | 440 km    | 1913   |